# Ronnie Bull
Ronald Rodney „Ronnie“ Bull (* 26. Dezember 1980 in Hackney, London) ist ein englischer Fußballspieler. 

## Karriere
Der Linksverteidiger begann seine Karriere 1998 beim Londoner Vorstadtklub FC Millwall in der Football League Second Division. 2001 gelang dem Verein der Aufstieg in die Football League First Division. In der Hinrunde der Saison 2003/04 wurde Bull zunächst für zwei Monate an Yeovil Town, die komplette Rückrunde an den FC Brentford verliehen, bevor er zum Saisonende den Verein verließ und zu Grimsby Town in die Football League Two wechselte. Im Sommer 2005 erhielt Bull ein Angebot vom neuseeländischen A-League-Klub New Zealand Knights. Bull kehrte allerdings bereits nach kurzer Zeit nach England zurück und schloss sich Anfang 2006 Rushden & Diamonds an. Auch Bull konnte den Abstieg des Klubs in die National Conference nicht mehr verhindern. Im November 2006 wechselte er ablösefrei zum Ligakonkurrenten Grays Athletic, zwei Monate später dann zu Crawley Town. 
Ende Januar 2008 wurde ihm von der Führung von Crawley Town mitgeteilt, dass mit ihm nicht mehr geplant werde und er verließ den Klub im gegenseitigen Einvernehmen umgehend. Die Rückrunde verbrachte Bull bei Ebbsfleet United, die seinen nur bis zum Saisonende gültigen Vertrag nicht mehr verlängerten.
Nachdem er zwischenzeitlich bei Fisher Athletic und Exeter City untergekommen war, unterzeichnete er 
im August 2009 bei seinem Ex-Klub Grays Athletic in der fünfthöchsten Spielklasse einen neuen Vertrag.